# اجبلج
اجبلج (اسلوونیایی: Ajbelj) یک منطقهٔ مسکونی در اسلوونی است که در Municipality of Kostel واقع شده‌است.

## خصوصیات
اجبلج ۱٫۹۹ کیلومترمربع مساحت و ۶ نفر جمعیت دارد و ۶۱۸٫۴ متر بالاتر از سطح دریا واقع شده‌است.